# نهر جاو (الأمازون)
نهر جاو ( (بالبرتغالية: Rio Jaú‏) ) هو نهر بولاية أمازون في شمال غرب البرازيل. وهو رافد لريو نيغرو، وهو في حد ذاته أحد روافد نهر الأمازون .

## حوض
تم إنشاء حديقة جاو الوطنية في عام 1980 من أجل حماية مساحة من غابات الأمازون المطيرة، وتبلغ مساحتها 233633 هكتارًا (5,849,810 فدان). تحتوي الحديقة على كامل حوض نهر جي بين نهر اونيني إلى الشمال ونهر كاربيناني من الجنوب. تتدفق الأنهار الثلاثة شرقًا للدخول إلى الضفة اليمنى لنهر ريو نيغرو .. يشكل الكارابيناني، الذي يتدفق شمالًا لدخول نهر جاو على بعد بضعة كيلومترات قبل أن يدخل هذا النهر نهر ريو نيغرو، الحدود بين متنزه جاي الوطني وريو نيغرو الدولة بارك القسم الشمالي. الجزء الأخير من جاو بين كاربيناني وفمه على ريو نيغرو تستمر الحدود بين المتنزهين.